# Le Livre à Metz
 (mars 2013).
 (avril 2024).
Le festival Le Livre à Metz, anciennement Littérature et Journalisme, anciennement L'été du Livre, est un festival littéraire ayant lieu à Metz tous les ans depuis 1987, pendant quatre jours, sur la Place de la République.
Des dédicaces, rencontres, conférences sont organisées, ainsi que des concours et des animations diverses.
La présidente actuelle est Aline Brunwasser.

## Historique
Les origines de l’association du Livre à Metz remontent aux Journées du Livre organisées pendant une période de vingt ans par le Centre Culturel de Metz Queuleu. En effet, dès la création de celui-ci, fin 1965, les responsables, qui avaient fait de la bibliothèque la pièce maîtresse du Centre, estimèrent qu’il fallait conforter le caractère culturel de cette association par des manifestations importantes.
Ce furent les « Journées du Livre », organisées à dix reprises entre 1966 et 1986. Pour chaque manifestation un thème principal était choisi par les responsables du centre qui invitaient, en accord avec les éditeurs, des écrivains et dessinateurs qui avaient illustré ce thème. Plus d’un millier de personnes se pressaient à chacune de ces dix manifestations
C’est ainsi que, pendant deux ou trois jours, entre cinq et quinze auteurs se trouvaient réunis pour des séances comportant dédicaces, conférences, débats, tables rondes…
À chaque fois, et d’après un roulement que les intéressés avaient accepté, un grand libraire de Metz assurait l’approvisionnement du Centre et la vente au public des ouvrages correspondants.
L'association Le Livre à Metz
Cependant, dès le début de 1987, il apparut que la formule des Journées du Livre n’était plus tout à fait adaptée aux temps nouveaux : Le développement considérable des médias locaux, régionaux et nationaux, l’importance des moyens de financement correspondants ne permettaient plus une mise en œuvre appropriée à un auditoire important mais limité. Les Journées du Livre avaient touché un quartier important d’une grande ville, il fallait maintenant s’adresser à la ville, si possible en son cœur même.
Cette conception fut à la base de la création, en 1987 de l’association « Le Livre à Metz » et de sa manifestation annuelle « L’Été du Livre ».
En fin d’année, les partenaires actuels[Quand ?] du Livre à Metz se réunirent pour étudier un projet de création d’association pour assurer le fonctionnement et le développement de ces rencontres littéraires qui avaient lieu à Metz Queleu. Sous la direction du président Michel Hocquard, de Marguerite Puhl-Demange et Robert Guérard, tous deux vice-présidents, la jeune association a su s’appuyer sur les bases solides des Journées du Livre pour que la manifestation irrigue culturellement la population à un niveau régional et national.
Les fondateurs du Livre à Metz
- La ville de Metz
- Le département de la Moselle
- Le Républicain lorrain
- La Caisse d'épargne de Lorraine Nord
- Le Centre culturel de Metz Queuleu
- Les Librairies : Denis, Even, Géronimo, Le Préau

L'association Le Livre à Metz a aussi à cœur de cultiver un dialogue avec le public scolaire par la mise en place d'ateliers d'écriture, ainsi qu'avec l'Université de Lorraine, mais elle sollicite également les auteurs pour intervenir en centre pénitentiaire, à l'hôpital ou encore en maison de retraite.

## L'Été du Livreaujourd'hui[Quand?]
Présidente depuis 1996 jusqu'à 2007, Chantal de la Touanne a pris les rênes du « Livre à Metz » avec la volonté de poursuivre le travail de ses prédécesseurs et de garder l’âme du salon.
Depuis 2003, le chapiteau a déménagé de la place d'Armes vers les accueillants Jardins de l'Esplanade. À la suite du choix des libraires qui souhaitaient retrouver le lieu original du salon, l'édition 2008 s'est à nouveau tenue place d'Armes.
Le salon se déroule pendant trois jours, sous un chapiteau de plus de 1 500 m2 et rassemble plus de 300 auteurs. Le samedi et le dimanche sont les journées qui attirent le plus de monde : 45 à 50 000 personnes, ce qui fait de l'Été du Livre une manifestation culturelle et littéraire appréciée et reconnue sur le plan national. Le vendredi est consacré à de nombreux ateliers destinés aux enfants afin de les encourager à la lecture, de développer leur esprit critique et de faire perdurer l’engouement littéraire.
La philosophie de l'Été du Livre
L’Été du Livre vise tout d’abord à développer le goût de lire chez les jeunes et les adultes de la région et de diffuser la lecture pour accéder à la connaissance et à l’enrichissement dans le respect de la qualité littéraire.
C’est aussi l’occasion de faire connaître la lecture comme un moyen de se cultiver et aussi comme un moment de détente et de plaisir.
Enfin, l’Été du Livre conforte la place de Metz, de la Moselle et de la Lorraine au palmarès des régions de haute culture.[réf. nécessaire]
L’Été du Livre remet certes trois prix, mais surtout, il irrigue une ville, une agglomération, un département et une importante partie de la région, d’un intense courant culturel au profit de toute la population : lecteurs de la presse, clients des bibliothèques, lycéens, collégiens, écoliers…[réf. nécessaire]
Concentré sur une semaine, ce courant dure en fait beaucoup plus, de par sa présentation et ses retombées.[réf. nécessaire] Les noms des lauréats des différents prix sont communiqués à partir d’avril, soit plus d’un mois avant la manifestation.
Il a su, peu à peu, associer dans une même action, aux fins désintéressées, des personnes et des organismes qui, à priori, n’étaient pas destinés à coopérer[réf. souhaitée] : écrivain, éditeurs, libraires, collectivités publiques, administration, associations culturelles, organismes bancaires… Tous sont devenus partenaires et tiennent en conviction leur place dans un ensemble actif parce que cohérent[réf. nécessaire].

## Liste non exhaustive d'auteurs venus à l'Été du Livre
- Isabelle Alexis
- Nan Aurousseau
- Philippe Bilger
- Pierre Bouteiller
- Dan Chartier
- Patrice Dard
- Thierry Desjardins
- Fatou Diome
- Michel Dodane
- Alice Dona
- Jean Echenoz
- Gaston-Paul Effa
- Frédéric Fajardie
- Alain Germain
- Denis Grozdanovitch
- Claude Halmos
- Alain Jessua
- Axel Kahn et Jean-François Kahn
- Gaston Kelman
- Nathalie Kuperman
- David Lelait
- Delphine de Malherbe
- Edward Meeks
- Anne-Marie Mitterand
- Jacqueline Monsigny
- Bertrand Munier
- Béatrice Nicodème
- Pierre Pelot
- Emmanuel Pierrat
- Edwy Plenel
- Patrick Raynal
- François Rivière
- Delphine de Vigan
- Anne Villemin Sicherman

## Édition 2007

### Expositions
Exposition « D’un Codex Mexica (1507) aux chemins du baroque en Amérique latine »
Préparée par Le Couvent – Centre International des Chemins du Baroque
L’exposition présente les liens importants entre art baroque et religion dans l’Amérique des conquistadores : photographies de Ferrante Ferranti, présentation du Codex Martinez y Compañon composé de chants et de danses du Nouveau-Monde, découverte des paysages et édifices d’Amérique latine.
Palais de Justice – Salle des Assises

### Lauréats
Prix marguerite Puhl-Demange
Parrainé par Gaz de France
- Didier Le Pêcheur, Les Hommes immobiles, JC Lattès : Dans la France des années vingt, cinq amis se retrouvent dans un château déserté. Ensemble, ils vont tenter de se reconstruire, mais dans leur cœur, la guerre s’éternise.

Prix « P.L.U.M.E »
Parrainé par Le ministère de la Culture luxembourgeois, l’université Paul-Verlaine de Metz et l’Été du Livre
- Lauréat français : Florent Zephir, « Les Douze Travaux de Monsieur Tartempion »

Prix Marianne
Parrainé par La Chambre Départementale des Notaires de la Moselle
- Judith Perrignon, C’était mon frère, L’Iconoclaste

Prix jeunesse et du livre
Parrainé par le Conseil Général de la Moselle.
- Lauréate 9/12 ans : Irène Cohen-Janca  « La mine à bonbecs », éditions du Rouergue
- Lauréat 13/15 ans : Erik L'Homme « Phænomen », Gallimard jeunesse

Prix « déclarez-vous en toutes lettres »
Prix remis à la plus belle lettre d’amour.
En partenariat avec la Poste. Dimanche 10 juin, 10h00
Prix du 20e anniversaire
- Max Monnehay  « Corpus Christine », Albin Michel

## Édition 2008
De mai 68 au Tibet, le Livre vecteur de liberté
De vendredi 6 à 18h00 à dimanche 8 juin 2008, place d'Armes à Metz. Près de 300 auteurs.
Invités d’honneur :
- Jean-Pierre Ostende
- Andreï Makine
- Eduardo Manet
- René de Ceccatty
- Jacques Tournier

Remises de prix :
- Prix Marguerite Puhl-Demange à Sorj Chalandon
- Prix Marianne à Xiao-Mei Zhu
- Prix de lecture jeunesse et 1 500 € à Roselyne Bertin
- Prix du Concours d’Affiche jeunesse
- Bon d’achat de livres de 200 € aux classes de l’école Gaston-Hoffmann, à Metz, et de l’école élémentaire, à Fleisheim

## 2013: Festival Littérature & Journalisme
150 romanciers, journalistes, essayistes, auteurs jeunesse, dessinateurs et scénaristes de bande dessinée invités, parmi lesquels des auteurs et journalistes étrangers, croisent leurs expériences et offrent une vue d'ensemble sur les questions d'actualité.
Avec 35 000 visiteurs attendus et près de 70 événements thématiques, le festival L&J représente un rendez-vous unique en France[réf. nécessaire].
Parrainée par l’académicien Amin Maalouf, cette 26e édition sera inaugurée par la ministre de la Culture et de la Communication Aurélie Filippetti et présentera une création pensée spécialement  pour le festival, avec des lectures de la comédienne Brigitte Fossey, des projections d’illustrations de Joël Alessandra, le tout accompagné par les musiciens Fader Fahem et Salim Beltitane.
Amin Maalouf, qui s'est impliqué dans la programmation de cette édition, parle de son parcours, de son œuvre, des livres qui l'on marqués, à travers sa « Bibliothèque Idéale » et présente quelques-uns de ses amis réunis pour l’occasion.
Du côté jeunesse, le festival recevra l'auteur et illustrateur Christian Voltz.
Une nouveauté du festival, en 2013 le public a l'occasion d'échanger avec des auteurs autour de « petits déjeuners et apéros littéraires ».
Pour clore le festival, Emmanuelle Pireyre (Prix Médicis 2012), présente sa performance LYNX accompagnée du guitariste Toog.

## 2023

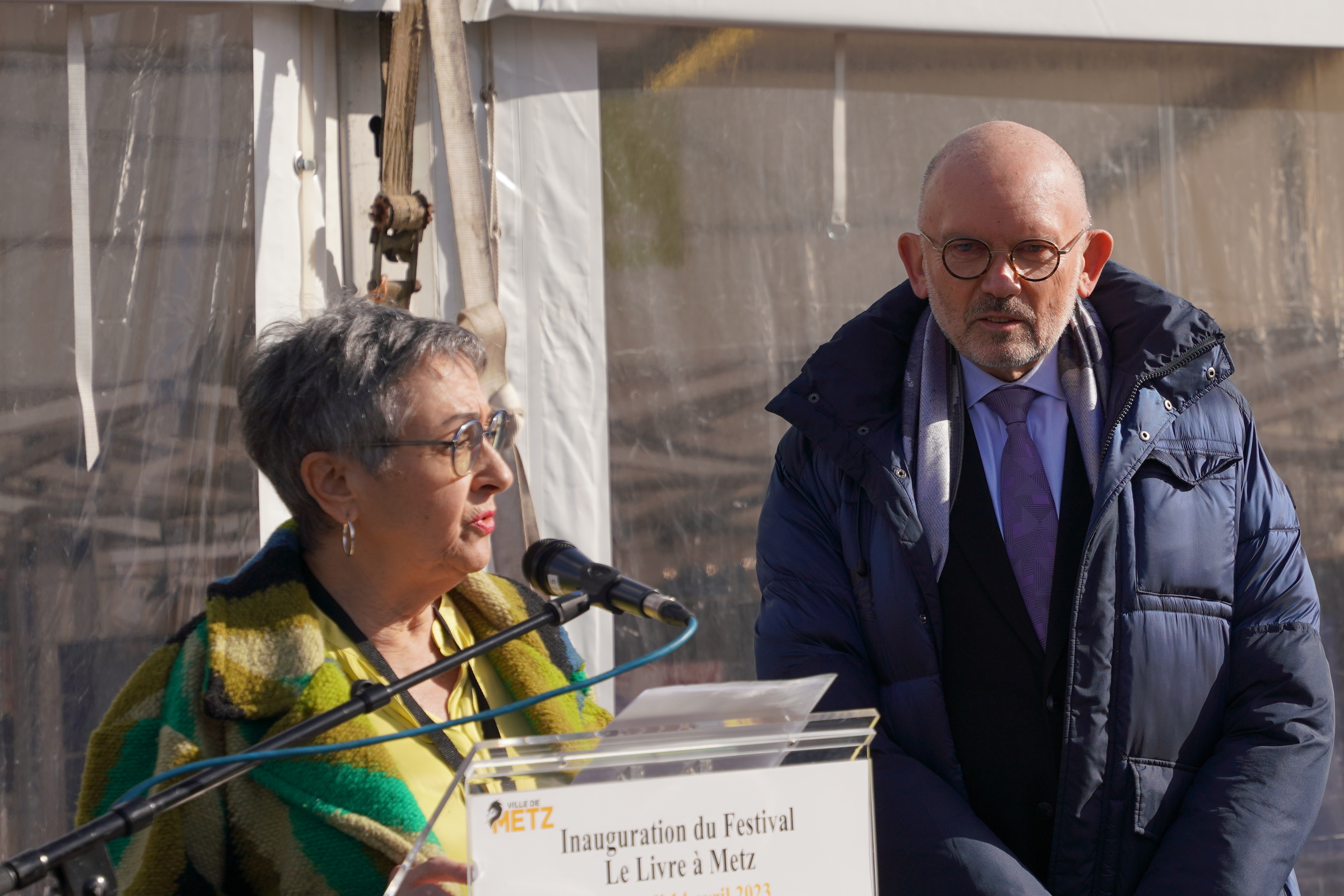
Inauguration par Mme Brunwasser et M. Thil.

En plus de ses chapiteaux de la Place de la République, la manifestation se déroule principalement à l'arsenal, à l'ancienne église Saint-Pierre-aux-Nonnains et l'école supérieure d'art de Lorraine. Elle s'est tenue du 14 au 16 avril 2023. Elle avait pour invités d'honneur : Nathacha Appanah, Gilles Bachelet, Émilie Aubry et Emmanuel Lepage. Le prix Graoully fut remis à Laurie Agusti, le prix Frontières-Léonora Miano à Dima Abdallah, le prix Marguerite Puhl-Demange Céline Righi.